# Shun Oguri
Shun Oguri (Japans: 小栗旬, Oguri Shun) (Tokio, 26 december 1982) is een Japanse acteur.

## Carrière
Oguri speelde zijn debuut als een gepest en mishandeld kind genaamd Noboru Yoshikawa in het Japanse televisiedrama Great Teacher Onizuka in 1998. Hij was destijds 16 jaar oud. Hij kreeg veel aandacht voor zijn acteerwerk en sinds die tijd kreeg hij steeds grotere rollen. In 2000 speelde hij een doof persoon in "Summer Snow". Twee jaar later speelde hij in de populaire serie "Gokusen". In Gokusen speelde hij de rol van een bullebak, in plaats van gepest te worden in "Great Teacher Onizuka".

## Filmografie
Drama's
- Bimbou Danshi (2008) - Kazumi Koyama
- HANA ZAKARI NO KIMITACHI E(2007) - Izumi Sano ( beter ook bekend als de shojo manga Hana Kimi)
- Hana Yori Dango Returns (2007) - Rui Hanazawa
- Hana Yori Dango (2005) - Rui Hanazawa
- Densha Otoko (2005) - Munetaka Minamoto
- Aikurushii (2005) - Jun'ichi Yaguchi
- Yoshitsune (2005) - Kagesue Kajiwara
- Kyumei Byoto 24 Ji 3 (2005) - Kazuya Kouno
- FIRE BOYS ~ Megumi no Daigo (2004)
- Stand Up!! (2003) - Kouji Enami
- Ogibosan to Issho (2003) - Kensuke Aramaki
- Gokusen (2002) - Haruhiko Uchiyama
- Henshuuou (2000)
- Ashita o Dakishimete (2000)
- Summer snow (2000) - Jun Shinoda
- Aoi Tokugawa Sandai (2000)
- Great Teacher Onizuka (1998) - Noboru Yoshikawa

Films
- Crows Zero 2 (2009) - Genji Takiya
- Hana Yori Dango Final (2008) - Rui Hanazawa
- Sukiyaki Western Django (2007) - Akira
- Crows Zero (2007) - Genji Takiya
- Ghost Train (2006) - Kuga Shunichi
- Waters (2006)
- The Neighbour #13 (2005)
- Azumi 2: Death or Love (2005)
- is. A (2004)
- Wings of Hakenkreuz (2004)
- Robokon (2003)
- Azumi (2003)
- Song of the Sheep (2002)

- Bibsys: 4095538
- Bibliothèque nationale de France: cb15043821k (data)
- CiNii: DA1611983X
- Gemeinsame Normdatei: 141933909
- International Standard Name Identifier: 0000 0001 1780 648X
- Library of Congress Control Number: no2011032760
- Bibliotheek van het Japanse parlement: 00989469
- Système universitaire de documentation: 113158890
- Virtual International Authority File: 119777153
- WorldCat: E39PBJxcXhR6dJtY3xvycj8Bfq